# Војо Кушић
Војо Кушић (алб. Vojo Kushi; Скадар, 3. август 1918. — Кодра Куге, 10. октобар 1942), учесник Народноослободилачке борбе Албаније, народни херој Албаније и народни херој Југославије.

## Биографија
Рођен је 3. августа 1918. године у Скадру. Потиче из породице која је припадала српској националној мањини у Албанији.
Након италијанске окупације Албаније у априлу 1939. године, први антифашистички покрет организован је у Скадру (Скадарска група), која је обухватала углавном српско стаонвништво. Чланови: браћа Васо и Бранко Кадић, Војо Кушић, Јордан Мишовић, Иво Јованов, Војин Драговић, Петар Булатовић и Василије Шантић.
Кушића су, заједно са друговима Садиком Ставалецијем и Џоџијем Мартинијем, 10. октобра 1942. године, опколили Италијани у кући у рејону Кодра Куге. Након шест часова борбе, Кушић је истрчао из куће, напао два карабинијера и пуцао све док није остао без муниције. Након тога је погинуо.

Указом Президијума Народне скупштине Народне Републике Албаније, 1946. године, одмах по установљењу Ордена народног хероја Албаније, међу првим припадницима Народноослободилачке војске Албаније, посмртно је одликован овим одликовањем.
Указом Председништва Антифашистичког већа народног ослобођења Југославије (АВНОЈ), а на предлог маршала Јосипа Броза Тита, 12. фебруара 1945. године, заједно са Решидом Чолаком, проглашен је за народног хероја Југославије. Поред њих двојице, Орденом народног хероја Југославије одликован је и 1946. године Енвер Хоџа, албански председник. Године 1948. због захлађења односа између Југославије и Албаније, после доношења Резолуције Информбироа, одлуке о доношењу ових одликовања су укинуте.
О њему је 1969. године снимљен албански црно-бели филм „Војо Куши“.
Албанска академија за спорт и физикалну едукацију „Војо Куши“ у Тирани названа је по њему.